# Marek Rachoń
Marek Rachoń (ur. 25 października 1976) – polski aktor, reżyser, pedagog, logopeda, wykładowca akademicki. Od 2001 roku związany z Teatrem Śląskim im. Stanisława Wyspiańskiego w Katowicach, gdzie zagrał w około 50 spektaklach teatralnych. Adiunkt na Wydziale Jazzu i Muzyki Estradowej Akademii Muzycznej im. Grażyny i Kiejstuta Bacewiczów w Łodzi. Od 2015 roku Dyrektor Szkoły Aktorskiej Teatru Śląskiego.

## Wykształcenie
Jest absolwentem Państwowej Wyższej Szkoły Filmowej, Telewizyjnej i Teatralnej im. Leona Schillera w Łodzi, którą ukończył w 1999 roku. W 2009 roku uzyskał stopień doktora sztuk teatralnych, a w 2016 – stopień doktora habilitowanego sztuk teatralnych.

## Kariera aktorska
Zadebiutował na scenie Teatru Nowego w Zabrzu. Od 2001 roku występuje w Teatrze Śląskim im. Stanisława Wyspiańskiego w Katowicach. Do jego najważniejszych ról należą:
- Mag w Beztlenowcach Ingmara Villqista,
- Oskar w Oskarze i Pani Róży Érica-Emmanuela Schmitta,
- Podkolesin w Ożenku Nikołaja Gogola,
- Zajeb – pan Gorączka w Prawda Prawda Prawda Agaty Dudy-Gracz (premiera nie odbyła się z powodu pandemii).

Występował także w produkcjach filmowych i telewizyjnych:
- 1999: Na dobre i na złe – Krzysztof, cioteczny wnuk Czapskiej
- 2000: Syzyfowe prace – jeden z uczniów
- 2003: Zerwany – Bartek
- 2005: Oda do radości – ochroniarz „Śląsk”
- 2006: Co słonko widziało – młody stolarz
- 2014: Matka – wychowawca[1]
- 2016: Jestem mordercą – jako Ulicki,
- 2018: Autsajder – jako Janek Bógdoł,
- 2019: Żelazny most,
- 2020: Wolka – jako fałszerz dokumentów,
- 2021: Najmro  – jako klient Antosa.

## Dubbing
- 2002: MegaMan NT Warrior – Megaman
- 2002: Dziwne przypadki w Blake Holsey High –
  - Lucas Randall,
  - Vaughn w ciele Lucasa (odc. 18),
  - Lucas Randall (lustrzany wymiar) (odc. 23)
- 2003: Król szamanów – Morty
- 2007: Monster Buster Club – Chris

## Reżyseria i twórczość muzyczna
Zrealizował m.in. spektakl Lobotomia (Teatr Śląski), za który w 2022 roku zespół aktorski otrzymał Złotą Maskę. Tworzy spektakle muzyczne we współpracy z dramaturżką Katarzyną Błaszczyńską. Najważniejsze realizacje:
- Młynarski. Chory na muzykę (2018) – spektakl dyplomowy Szkoły Aktorskiej Teatru Śląskiego; hołd dla Wojciecha Młynarskiego,
- Spakowałam Cię. Tak jak lubisz, mamo (2022) – spektakl oparty na monologach Katarzyny Błaszczyńskiej, z muzyką m.in. Agnieszki Osieckiej, Korteza, Wojciecha Młynarskiego,
- Dwanaście godzin z życia kobiety (2024) – spektakl muzyczny oparty na piosenkach Haliny Kunickiej do tekstów Wojciecha Młynarskiego.

## Działalność pedagogiczna
Od 2014 roku pracuje jako adiunkt na Wydziale Jazzu i Muzyki Estradowej Akademii Muzycznej w Łodzi. Prowadzi zajęcia z dykcji, piosenki aktorskiej i podstaw gry aktorskiej. Od 2015 roku pełni funkcję Dyrektora Szkoły Aktorskiej Teatru Śląskiego.

## Działalność muzyczna
W 2004 nagrał singla z utworem „Wiatrak” Dariusza Rzontkowskiego.

## Nagrody i wyróżnienia
- 2003 – Nagroda Specjalna im. Andrzeja Waligórskiego za wykonanie piosenki Rio de Janeiro na XXIV Przeglądzie Piosenki Aktorskiej we Wrocławiu,
- 2004 – Nagroda Marszałka Województwa Śląskiego dla Młodych Twórców[1].
- 2005 – Nagroda za rolę w spektaklu Oskar i Pani Róża na II Międzynarodowym Festiwalu Przedstawień dla Dwojga Aktorów w Symferopolu (Krym),
- 2006 – Nagroda im. Leona Schillera przyznawana przez ZASP,
- 2022 – Złota Maska dla zespołu spektaklu Lobotomia.

### Dubbing i słuchowiska
Udzielał głosu w filmach i serialach animowanych:
- MegaMan NT Warrior – jako MegaMan,
- Dziwne przypadki w Blake Holsey High – jako Lucas Randall,
- Sonic X – jako Doradca Prezydenta,
- Król szamanów – jako Morty.

W 2020 roku wystąpił w słuchowisku Słomiany świat jako Rzemieślnik.

### Życie prywatne
Jego pasje to jazda konna, nurkowanie oraz stolarstwo – samodzielnie wykonuje drewniane stoły.